# THINKフィットネス・GOLD'S GYMベースボールクラブ
THINKフィットネス・GOLD'S GYMベースボールクラブ（スィンクフィットネス・ゴールドジムベースボールクラブ）は、東京都に本拠地を置き、日本野球連盟に加盟している社会人野球のクラブチーム。
運営母体は、日本でゴールドジムをフランチャイズ展開するTHINKフィットネス。

## 概要
2007年、日本でゴールドジムをフランチャイズ展開するTHINKフィットネスが社会人野球チームの『THINKフィットネス・GOLD'S GYMベースボールクラブ』を設立し、同年5月17日付けで日本野球連盟にクラブチームとして加盟した。
2015年、クラブ野球選手権に初出場（初戦敗退）。
2017年、3年連続3回目の出場となったクラブ野球選手権で初勝利をあげ、ベスト4まで勝ち進んだ。

## 沿革
- 2007年 - 社会人野球のクラブチーム『THINKフィットネス・GOLD'S GYMベースボールクラブ』として活動開始。
- 2015年 - 全日本クラブ野球選手権大会に初出場（初戦敗退）。

## 主要大会の出場歴・最高成績
- 全日本クラブ野球選手権大会：出場5回、4強1回（2021年）

## 元プロ野球選手の競技者登録
- 上田浩明（元：西武ライオンズ） - コーチ（2007年～）　※選手を兼任した時期もある
- 齋藤圭祐（元：読売ジャイアンツ） - 投手（2014年）→退団
- 藤谷周平（元：千葉ロッテマリーンズ） - 投手兼任コーチ（2015年～？）→コーチ（？～）
- 星野真澄（元：読売ジャイアンツ） - 投手兼任コーチ（2015年～？）
- 篠原慎平（元：読売ジャイアンツ） - 投手（2019年～2022年）→女子部・初代総監督（2020年～）[2]